# 三好市立池田小学校
三好市立池田小学校（みよししりつ いけだしょうがっこう）は、徳島県三好市池田町ウエノにある公立小学校。学校敷地は大西城跡地の一部である。

## 沿革
- 1947年（昭和22年） - 三好郡池田町立池田小学校に改称。
- 2006年（平成18年） - 三好市立池田小学校に改称。

## 最寄駅
- JR土讃線阿波池田駅

## 通学区域が隣接している学校
- 三好市立三縄小学校
- 三好市立白地小学校
- 三好市立箸蔵小学校
- 三好市立西井川小学校
- 三好市立馬路小学校
- 三好市立山城小学校
- 愛媛県四国中央市立新宮小中学校
- 愛媛県四国中央市立川滝小学校
- 愛媛県四国中央市立南小学校
- 香川県観音寺市立大野原小学校

以下の学校と隣接しているかは不明。
- 三好市立下名小学校
- 三好市立檪生小学校
- 三好市立辻小学校